# Hallodapini
Los hallodapinos, Hallodapini, son una tribu de hemípteros heterópteros perteneciente a la familia Miridae.

## Géneros
- Acrorrhinium - Aeolocoris - Alloeomimus - Aspidacanthus - Azizus - Bibundiella - Boopidella - Carinogulus - Chaetocapsus - Clapmarius - Coquillettia - Cremnocephalus - Cyrtopeltocoris - Diocoris - Formicopsella - Gampsodema - Glaphyrocoris - Hadrodapus - Hallodapomimus - Hallodapus - Kapoetius - Laemocoris - Lapazphylus - Lestonisca - Lissocapsus - Malgacheocoris - Marmorodapus - Mimocoris - Myombea - Myrmicomimus - Neolaemocoris - Omphalonotus - Orectoderus - Pangania - Paralaemocoris - Phoradendrepulus - Podullahas - Pongocoris - Ribautocapsus - Ruwaba - Skukuza - Sohenus - Syngonus - Systellonotidea - Systellonotopsis - Systellonotus - Teleorhinus - Trichophorella - Trichophthalmocapsus - Vitsikamiris